# 후죠시 매니페스토
후죠시 매니페스토는 2015년 8월 7일부터 9월 20일까지 커먼센터에서 진행된 진챙총의 미술 전시회다. 작가인 진정윤(진챙총)은 회화를 전공하고 미술 기자로 일하다 미술가로 데뷔하였으며, 이 전시에는 "게이 섹스에 대한 망상을 후죠시가 이미지를 통해 어떻게 시각-언어화 해왔는가에 대한 일종의 샘플북"인 총 34점의 ‘후죠시 매니페스토’라는 시리즈 작품이 전시되었다. 인터넷에서 타인의 일러스트 작품을 복사하여 재촬영한 뒤 A4 사이즈 천으로 분할 인쇄하여 실로 재봉하는 가공을 거쳐 하나의 이미지로 만든 뒤 이를 전시하여 저작권 침해가 논란이 되었다. 전시의 주 소재는 《쿠로코의 농구》, 《도검 난무》 등 동인 문화에서 인기있는 만화의 BL 이미지다.

## 같이 보기
- 진챙총의 801호 부녀회 '겁쟁이 폐단 : 살아 남아라 후죠시'
- 성상민 ‘후죠시 매니페스토’엔 대체 어떤 ‘매니페스토’가 있었는가
- NYLON korea 서울 사람, 동네, 취향
- (일본어) 미조구치 아키코 서울 후죠시 강연회 후기[깨진 링크(과거 내용 찾기)]
- 김효진 <Fujoshi Manifesto: BL과 후죠시 예술의 가능성> 리뷰